# 3 Libras
3 Libras è un singolo del gruppo musicale statunitense A Perfect Circle, pubblicato nel settembre 2000 come secondo estratto dal primo album in studio Mer de Noms.

## Descrizione
Power ballad con testo di Maynard James Keenan e musica di Billy Howerdel, il brano era stato previsto come il singolo di debutto del gruppo ma i discografici gli preferirono Judith, su consiglio di Rob Halford dei Judas Priest.
Il testo, come spiegato da Keenan in un'intervista inclusa nel DVD Amotion, parla delle persone con carattere parassita, che vedendo qualcosa di speciale o diverso in un altro, invece di coltivare quella qualità o aiutarlo a crescere, si nutrono di quella energia in un modo sbagliato. Il titolo, invece, si riferisce a tre date di nascita che accomunano le persone descritte nel testo, nate sotto il segno della Bilancia.
Il riff principale di chitarra è stato composto originariamente da Howerdel mentre stava improvvisando su (Don't Fear) The Reaper dei Blue Öyster Cult con un effetto delay. Howerdel ha anche dichiarato di essersi ispirato a 3 Libras per creare il logo del gruppo: due cerchi concentrici dei quali si intravede solo l'ombra.

## Video musicale
Il video del brano, diretto da Paul Hunter, mostra immagini del gruppo e di Keenan nella hall di un albergo alternate a quelle di un bambino mentre gioca con il modellino di una barca a vela. Dopo aver dato la barchetta a tre bambine a bordo di una piscina, il bambino cade in acqua nel tentativo di afferrarla.

## Tracce
Testi e musiche di Billy Howerdel e Maynard James Keenan.
CD promozionale (Europa)
1. 3 Libras – 3:37

CD (Regno Unito – parte 1)
1. 3 Libras – 3:37
2. 3 Libras (All Main Courses Remix) – 7:16
3. Judith (Live in Phoenix) – 5:02

CD (Regno Unito – parte 2)
1. 3 Libras (Live in Phoenix) – 3:58
2. 3 Libras (Feel My Ice Dub) – 4:31
3. Sleeping Beauty (Live in Phoenix) – 5:21

7" (Europa)
- Lato A

1. 3 Libras – 3:37

- Lato B

1. Magdalena (Live in Phoenix) – 4:11

CD promozionale – Acoustic Live From Philly (Stati Uniti)
1. 3 Libras (Acoustic Live from Philly) – 6:13

12" promozionale (Regno Unito)
1. 3 Libras (All Main Courses Remix) – 7:16

## Formazione
Hanno partecipato alle registrazioni, secondo le note di copertina di Mer de Noms:
Gruppo
- Maynard James Keenan – voce
- Billy Howerdel – chitarra, basso
- Josh Freese – batteria
- Paz Lenchantin – violino

Altri musicisti
- Luciano Lenchantin – viola

Produzione
- Billy Howerdel – produzione, missaggio, ingegneria del suono
- Alan Moulder – missaggio, ingegneria del suono
- Eddy Schreyer – mastering

## Classifiche
| Classifica (2000-01)          | Posizione massima |
| ----------------------------- | ----------------- |
| Regno Unito                   | 49                |
| Stati Uniti (alternative)     | 12                |
| Stati Uniti (mainstream rock) | 12                |